# Parascolopsis akatamae
Parascolopsis akatamae là một loài cá biển thuộc chi Parascolopsis trong họ Cá lượng. Loài cá này được mô tả lần đầu tiên vào năm 2020.

## Từ nguyên
Từ định danh akatamae bắt nguồn từ tên thường gọi của loài cá này ở Nhật Bản là Aka-tamagashira.

## Phân bố và môi trường sống
P. akatamae đã bị nhầm lẫn với Parascolopsis eriomma trong thời gian dài. Hai loài này có phân bố chồng lấn ở Tây Thái Bình Dương, và những ghi nhận của P. eriomma ở Ấn Độ Dương đã được xác định là P. akatamae.
Theo Miyamoto và cộng sự (2020), P. akatamae đã được ghi nhận dựa trên mẫu vật thu được hoặc hình ảnh có thể nhận diện từ miền nam Nhật Bản, đảo Đài Loan, Philippines, Indonesia (đảo Java và Sulawesi), Thái Lan (đảo Phuket), Ấn Độ và Iraq. Bên cạnh đó, một số tài liệu đề cập đến P. eriomma khả năng chính là P. akatamae, bao gồm Biển Đông, Myanmar, biển Timor và biển Arafura, Pakistan, Biển Đỏ và Madagascar.
P. akatamae được tìm thấy ở độ sâu lên đến hơn 200 m.

## Mô tả
Chiều dài cơ thể lớn nhất được ghi nhận ở P. akatamae là 27,1 cm. P. eriomma và P. akatamae có hình thái rất giống nhau, mặc dù nhìn chung kích thước của P. akatamae có thể lớn hơn so với P. eriomma. Tuy vậy, kiểu phát huỳnh quang sinh học của cả hai loài lại hoàn toàn khác nhau.
Dưới ánh sáng lam, cả hai loài đều xuất hiện vạch vàng ngang con ngươi, một vệt xanh lục dọc giữa thân, các vây cũng có màu xanh lục; tuy nhiên, phần giữa cuống họng và màng mang dưới ở P. akatamae phát quang màu xanh lục rất sáng, trong khi P. eriomma không có sự phát quang sinh học ở vùng này, hoặc màu xanh rất mờ.
Số gai vây lưng: 10; Số tia vây lưng: 9; Số gai vây hậu môn: 3; Số tia vây hậu môn: 7; Số gai vây bụng: 1; Số tia vây bụng: 5; Số tia vây ngực: 16–17.